# Port de l'Illa de Mar
El Port de l'Illa de Mar, o Port de les Muscleres, és un petit port pesquer situat dins la badia del Fangar, al municipi de Deltebre (Baix Ebre), al delta de l'Ebre. S'hi practica l'activitat pesquera i de cultiu d'ostres i musclos. Està ubicat en una zona humida declarada reserva natural de fauna salvatge.